# Синяя линия (MBTA)
Синяя линия (англ. Blue Line) — одна из четырёх линий Бостонского метрополитена в городе Бостон, Массачусетс, США.  Линия соединяет северо-восточный пригород Ревир, районы восточного Бостона, и международный аэропорт Логан с центром города. Самая короткая линия Бостонского метрополитена, однако есть планы продлить линию на север до города Линн, и на юг до станции красной линии «Чарлс/Эм-джи-эйч».

## Галерея

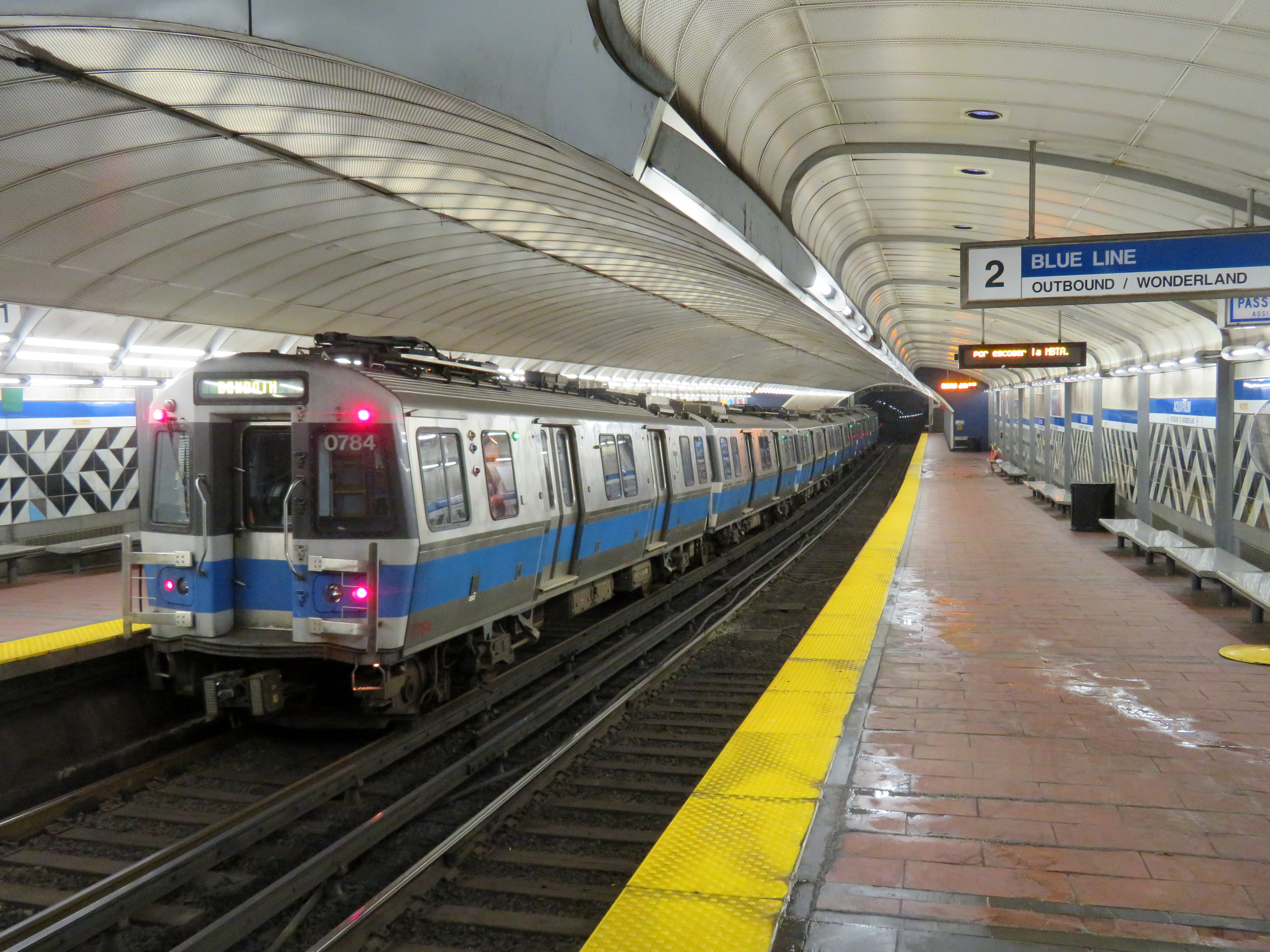
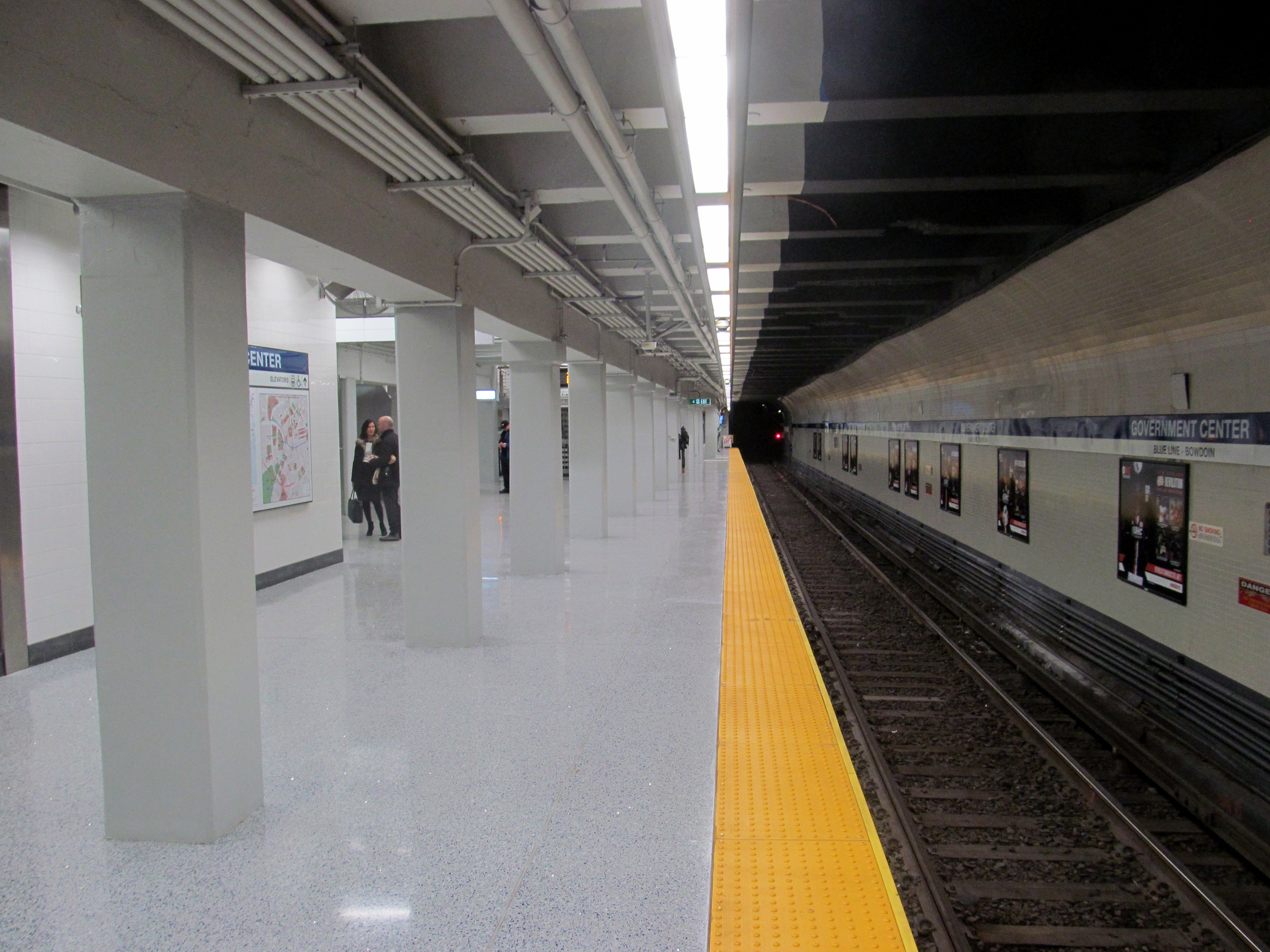
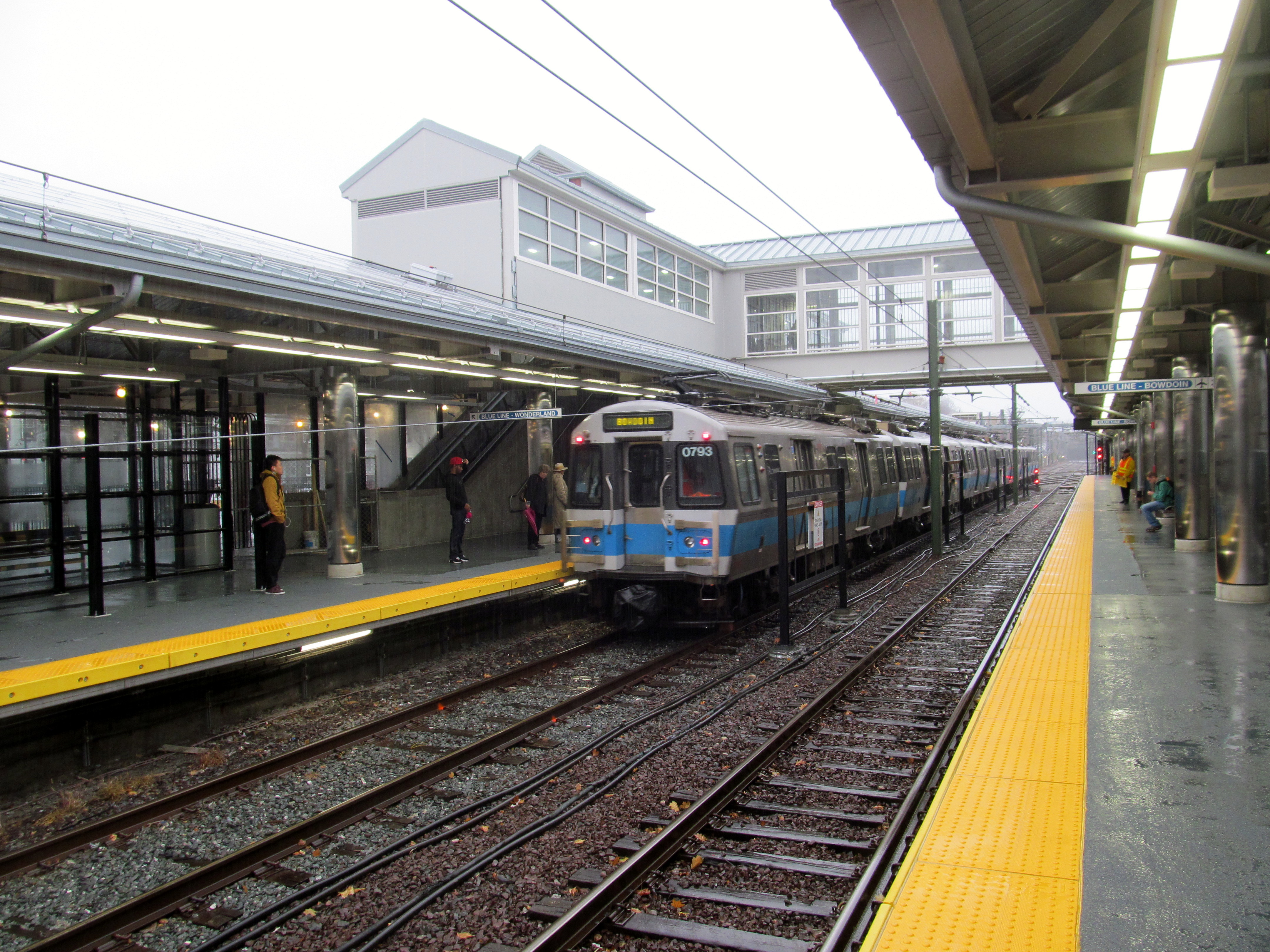
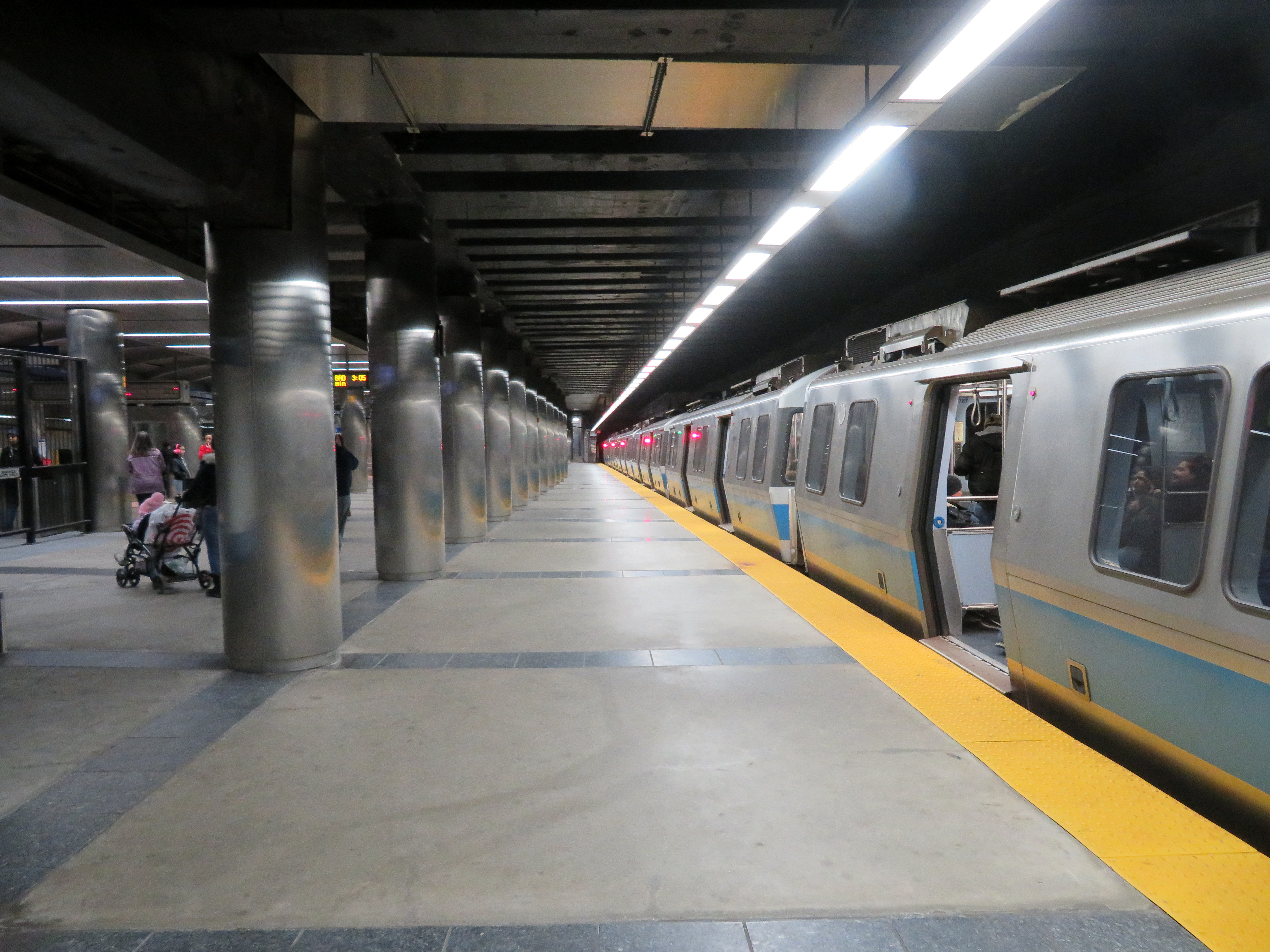
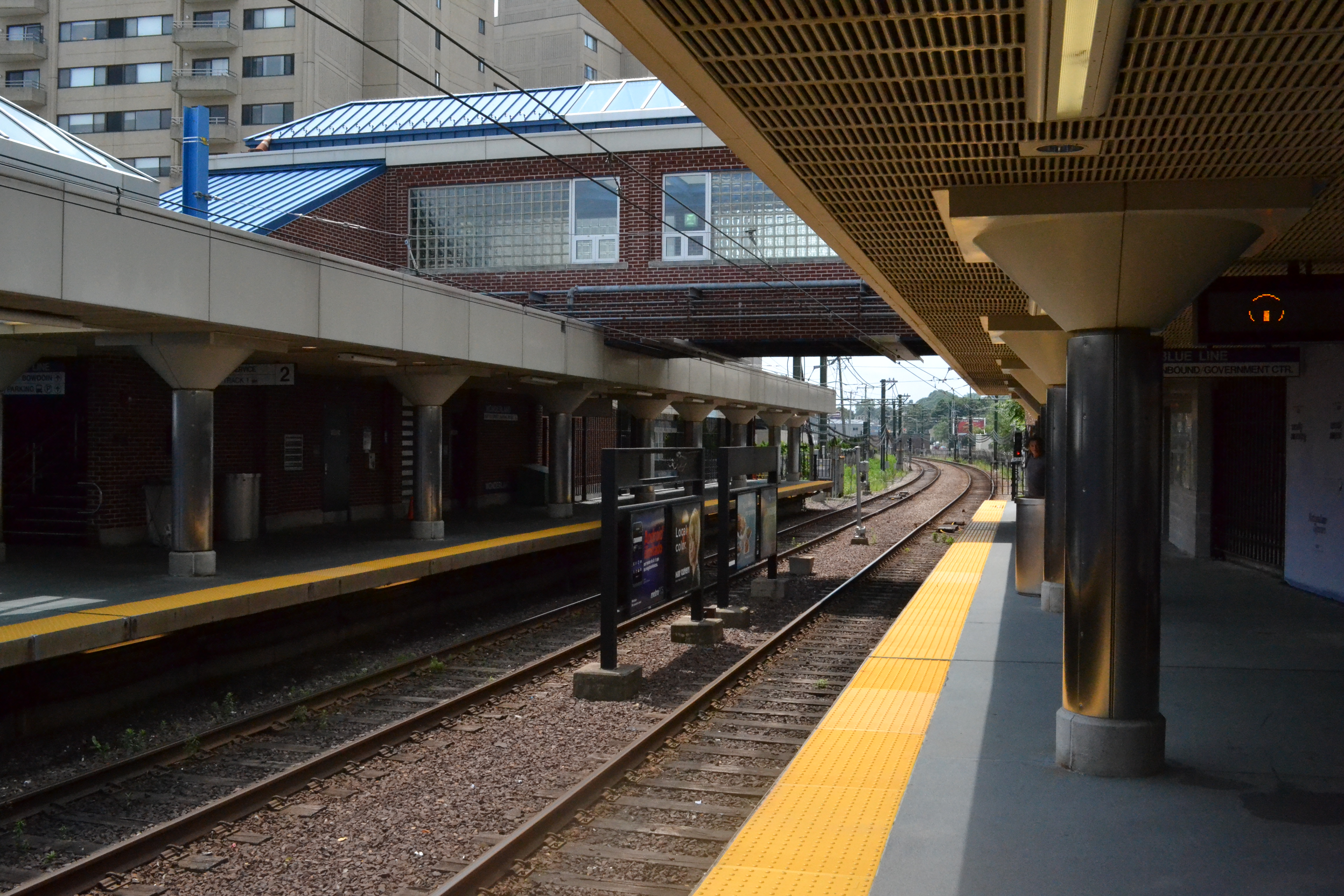

## Станции

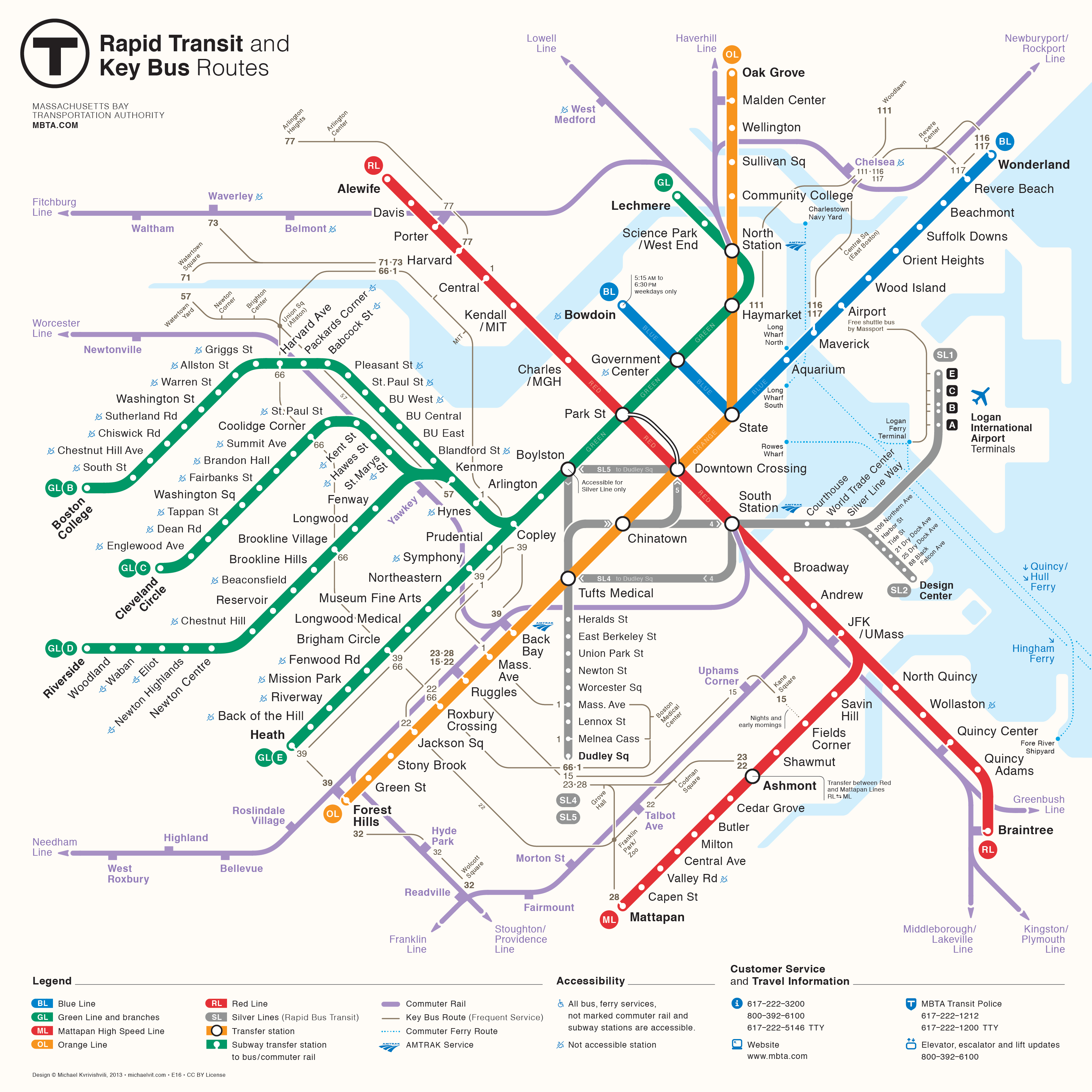
Схема Бостонского Метрополитена 2013 года

| Синяя линия       |                     |                     |                                                                                        |
| Русское название  | Английское название | Дата открытия       | Пересадки                                                                              |
| Уандерланд        | Wonderland          | 19 января 1954 год  | Автобусы МВТА № 110, 116, 117, 439, 411, 424, 426W, 441, 442, 450W, 455                |
| Ревир Бич         | Revere Beach        | 19 января 1954 год  | Автобусы МВТА № 110, 117, 411                                                          |
| Бичмонт           | Beachmont           | 19 января 1954 год  | Автобус МВТА № 119                                                                     |
| Саффолк Даунс     | Suffolk Downs       | 21 апреля 1952 год  |                                                                                        |
| Ориент Хайтс      | Orient Heights      | 5 января 1952 год   | Автобусы МВТА № 120, 712, 713                                                          |
| Вуд Айланд        | Wood Island         | 5 января 1952 год   | Автобусы МВТА № 112, 120, 121                                                          |
| Аэропорт          | Airport             | 5 января 1952 год   | Серебряная линия (скоростной автобусный транспорт) Автобус МВТА № 171 Massport Shuttle |
| Маверик           | Maverick            | 18 апреля 1924 год  | Автобусы МВТА № 114, 116, 117, 120, 121                                                |
| Аквариум          | Aquarium            | 5 апреля 1906 год   | ⛴ Паромы МВТА № F1, F2H Автобус МВТА № 4                                               |
| Стейт             | State               | 30 декабря 1904 год | Оранжевая линия метрополитена · Автобусы МВТА № 4, 92, 93, 191, 192, 193, 352, 354     |
| Говернмент Сентер | Government Center   | 18 марта 1916 год   | Зелёная линия метрополитена · Автобусы МВТА № 191, 192, 193, 352, 354                  |
| Боудин            | Bowdoin             | 18 марта 1916 год   | Автобусы МВТА № 191, 192, 193 Автобус MVRTA № 99                                       |